# Чильтаны
Чильтаны — духи-помощники в мифологии народов Центральной Азии. Имеют персо-таджикское происхождение. Иногда их связывают с мусульманскими представлениями («сорок праведников»), иногда с шаманскими. Чильтаны могут существовать как в незримом образе, так и в виде обычных людей, даже нищих.
Этимология слова связана со словом сорок (ср. курд. Çil: 40)
У казахов чильтаны считались покровителями детей. О чильтанах упоминает суфий Ахмед Ясави.